# Kvass (album)
Albums de Kampfar
Fra Underverdenen
(1999) Heimgang
(2008)
Kvass est le troisième album studio du groupe de Folk/Black metal norvégien Kampfar. L'album est sorti en 2006 sous le label Napalm Records.
Le titre de l'album est une référence au Kvass, une boisson faiblement alcoolisée que l'on boit dans l'Europe de l'est.
Le groupe n'avait pas sorti d'album studio depuis sept ans, en raison de conflits avec les maisons de disques et de problèmes de droits d'auteurs.
C'est le premier album de Kampfar enregistré avec la formation avec Jon Bakker, II13, Dolk et Thomas, II13 ayant rejoint le groupe en 2003. Cette formation ne changera pas et est toujours telle quelle aujourd'hui.

## Musiciens
- Dolk : Chant
- Thomas : Guitare
- Jon Bakker : Basse
- II13 : Batterie, Chœurs

## Liste des morceaux
1. Lyktemenn - 8.14
2. Til Siste Mann - 7.33
3. Ravenheart - 6.44
4. Ildverden - 9.46
5. Hat Og Avind - 6.14
6. Gaman Av Drømmer - 7.30